# Sahl Sogn (Viborg Kommune)
 For alternative betydninger, se Sahl Sogn. (Se også artikler, som begynder med Sahl Sogn)
Sahl Sogn er et sogn i Viborg Østre Provsti (Viborg Stift).
I 1800-tallet var Gullev Sogn anneks til Sahl Sogn. Begge sogne hørte til Houlbjerg Herred i Viborg Amt. Sahl-Gullev sognekommune blev ved kommunalreformen i 1970 indlemmet i Bjerringbro Kommune, som ved strukturreformen i 2007 indgik i Viborg Kommune.
I Sahl Sogn ligger Sahl Kirke.
I sognet findes følgende autoriserede stednavne:
- Bredholt (bebyggelse)
- Kløserne (bebyggelse)
- Ormstrup (ejerlav, landbrugsejendom)
- Ormstrup Huse (bebyggelse)
- Ormstrup Skov (areal)
- Sahl (bebyggelse, ejerlav)
- Sahl Hede (bebyggelse)
- Skibelund (bebyggelse, ejerlav)